# 小果红莓苔子
小果红莓苔子又名毛蒿豆（学名：Vaccinium microcarpum）为杜鹃花科越桔属下的一个种。

## 扩展阅读
- 維基物種上的相關：小果红莓苔子